# 安蒙斯鬧鬼案
安蒙斯鬧鬼案，是一宗2011年發生在美國印第安納州蓋瑞的邪靈附身事件。拉托娅·安蒙斯（Latoya Ammons），她的母親罗莎·坎贝尔（Rosa Campbell），及安蒙斯三名子女聲稱在家中出現超自然现象。她們一事在2014年1月經報導後引起全國關注。

## 背景
2011年11月，拉托娅·安蒙斯（Latoya Ammons），她的母親罗莎·坎贝尔（Rosa Campbell），及安蒙斯三名子女（當時7歲，9歲和12歲）搬入印第安納州蓋瑞卡罗莱娜街3860號的住所。她們搬進後不久，聲稱自12月起門廊上佈滿黑蒼蠅，即使她們相信蒼蠅已被殺，但牠們總是不斷飛回來。
坎贝尔最先聽到地下室的腳步室和開門聲，後來她稱看到「一個男人身影在客廳中踱步」和找到「鞋印」，她亦稱曾被不明力量哽住。12歲的女兒稱她朋友在她家中過夜時，她在床上時曾被不明力量使她在沒有意識時浮空，她們一直祈禱直到她回到床上。女兒對此事亦沒有任何記憶。長子亦被指在屋內被不明力量拋過，而幼子的眼睛翻到後腦勺並咆哮著說「是死的時候」和「我會殺死你」。
她們之後尋找醫師杰弗里·安耶庫（Geoffrey Onyeukwu）求助。2012年4月19日，他造訪她們聲稱鬧鬼的住所，並注意到她們的行為是「妄想症」。他的同事聯絡了警方，警察到達後孩子們被送往醫院，期間長子的行為被形容是理性的，但幼子則「大叫和反抗」。
兒童服務部留意到這家人，並相信孩子們的表現為了配合其母親所相信的。媒體如紐約每日新聞等發表了這個聳人聽聞的故事，內容寫道兒童服務部的人曾目睹幼子「在牆上倒後行走」。負責案件的37歲警監查爾斯·奧斯汀（Charles Austin）相信屋內有超自然活動發生。印第安纳波利斯星报發佈一圖片，聲稱當時屋內空無一人，卻有人的影子出現。
她們一家請了迈克尔·马吉诺特（Michael Maginot）神父進行驅魔。神父在2012年4月22日訪問該家人，認為她們「被魔鬼們折磨」。他最終替安蒙斯一家進行三次驅魔儀式，兩次以英語及一次以拉丁語進行，其中一次是在拉托娅·安蒙斯身上驅魔。
安蒙斯一家在超自然活動停止後，2012年搬到印第安納波利斯居住。

## 質疑分析
醫師杰弗里·安耶庫質疑整件事件以沒有目擊任何超自然現像，在他的醫療记录中寫道「家中鬧鬼的幻想」和幻觉。安蒙斯的子女自2009年起便有多次缺課紀錄，但她在2012稱這是因為家中的邪靈活動而導致。
根據超自然調查者乔·尼克尔，當時的負責警官查爾斯·奧斯汀是一名超自然現象信徒，包括鬼。尼克尔指由印第安納星報發佈的圖片雖然註明是哈蒙德警方拍攝，但哈蒙德警方指這些不是官方圖片，也不是由他們拍攝。尼克尔訪問了一些證人，得出結論是不少超自然現象都能夠解釋的。
屋主查爾斯·里德（Charles Reed）稱他未曾在屋內經歷任何超自然活動，前租客也沒有類似經歷。當時安蒙斯正拖欠租金並以鬧鬼為由拒付，之後搬入的租客也沒有報告任何超自然現象，使里德認為這是一場鬧劇。
她的孩子亦被心理學家及一些專業人士召見，得出結論是「孩子表現得具有欺騙性且符合他們母親所相信的」。心理學家特拉西·赖特（Tracy Wright）提到當幼子被質疑和問到不想回答的問題時，就會表現得被附身。

## 電影
2014年，美國超自然調查者和電影人札克·巴甘斯以35,000美元購下該房屋並在該屋拍攝電影《鬼屋實錄：惡魔之家》，完成拍攝後便在2016年1月拆除該屋；而該電影在2018年3月16日上映。怀疑探索者（skeptical investigator）肯尼·比德尔（Kenny Biddle）稱該電影為偽紀錄片，「代表電影雖以紀錄片形式拍攝，但不反映事實的全部」。